# Ali Azaykou
Ali Sadki Azayku (en chleuh : ⵄⵍⵉ ⴰⵣⴰⵢⴽⵓ; 1942 - 10 septembre 2004), appelé également Dda Ɛli, est un écrivain-poète, historien et intellectuel chleuh originaire de Souss au Maroc. Un des militants de l'amazighité les plus éminents au Maroc, il a grandement influencé les mouvements culturels amazigh.

## Biographie
Ali Sadki Azayku est né 1942 au village de Igran n-Twinkhet dans le Haut Atlas dans les environs de Taroudant dans le Souss. Il commence ses études primaires près de son village natal à Tafingoulte et les termine à Marrakech où il entame ses études secondaires pour ensuite entrer à l’école nationale des maîtres (instituteurs).  
Diplômé du baccalauréat, il enseigne pendant deux années scolaires au collège de Imi-n-Tanoute (1962-1963, 1963-1964). Il obtient, concomitamment, en 1968 une licence d’histoire à l’université de Rabat et un diplôme d’enseignement secondaire de l’école normale supérieure (E.N.S). Il exerce ensuite pendant deux années (1968 et 1970), en tant que professeur d’histoire, à l’institut du grand Maghreb. En parallèle, de 1969 à 1970, il participe avec notamment Ahmed Boukous et Brahim Akhiat à un programme bénévole de soutien éducatif pour des étudiants berbérophones que la langue handicape. Mais ces cours sont rapidement interdits.
En 1970, il s’installe à Paris et fréquente l'École pratique des hautes études (EPHE) et les cours d'amazigh de Lionel Galand à l'INALCO, et commence à préparer sa thèse de doctorat sous la direction de Jacques Berque. En 1967, Ali Sdiki Azaykou participe à la création de la première association amazigh au Maroc, l’association marocaine de recherche et d’échange culturel (AMREC). Après avoir obtenu son doctorat à la Sorbonne, il rejoint en 1972 l’université de Rabat pour y exercer en tant que chercheur et professeur d’histoire du Maroc. En 1973 et en 1975, naissent sa fille et son fils qu'ils prénomment Tililia et Ziri, des prénoms amazigh anciens.
Avec Mohamed Chafik et Abdelhamid Zemmouri, il fonde en 1979 l’association amazighe. En 1981, la revue Amazigh publie un article, devenu célèbre, traduit en arabe, de Ali Sidki Azaykou, déjà publié en 1972 dans le magazine Tiydrin, dans lequel il défend l'importance du fait amazigh dans l'histoire du Maroc. Devenant le premier intellectuel à remettre en cause l'historiographie officielle marocaine, il est arrêté et condamné en 1982 pour « atteinte à la sûreté de l'État », et passe un an au pénitencier de Rabat. Libéré, il reprend ses recherches universitaires et obtient en 1988 son diplôme d’étude approfondie (DEA) en histoire avec mention très bien. 
Il écrit ensuite de nombreux poèmes en tachelhit (« Amazigh du sud du Maroc ») transcrit en arabe qu'il regroupe sous forme de recueil en 1988 sous Timitar (« Les signes »), et en 1995 sous Izmulen (« Les cicatrices »), et publie des ouvrages notamment sur la place de l'identité amazighe dans l'histoire et la culture de l'Afrique du Nord. Il a également publié de nombreux articles scientifiques dans des revues nationales et internationales spécialisées. 
En 2003, il devient membre du Conseil administratif de l’IRCAM et Professeur au Centre des Études historiques et environnementales. 
Ali Sidqi Azaykou meurt le 10 septembre 2004 à Rabat des suites d'une longue maladie. Sa dépouille est enterrée dans son village natal d'Igran.

## Ouvrages publiés
- Timitar. Recueil de poésie en Amazigh. 1988.
- Relation de voyage du Marabout de Tasafet dans le Haut-Atlas. Éd. de la Faculté des Lettres, Kénitra, 1992.
- Izmulen. Recueil de poésie en Amazigh. Rabat, 1995.
- Histoire du Maroc et ses possibles interprétations. Recueil d'articles. Éd. Centre Tarik Ibn Zyad, Rabat, 2002. Préfacé par Ahmed Toufiq.
- L'islam et les Amazighes en 2002.
- Quelques exemples de toponymes marocains en 2004.
- Petit dictionnaire arabe/amazighe, Éd. Annajah Al Jadida, 1993, Casablanca.

## Hommage
Ses compositions poétiques ont inspiré plusieurs chanteurs contemporains et ont été interprétés notamment par Ammouri Mbark, célèbre chanteur de musique Amazigh marocaine. Du 29 au 31 juillet 2005, la huitième session de l’Université d’été d’Agadir lui a consacré un colloque scientifique international, intitulé « Ali Sidqi Azaykou, le poète, l’historien et l’intellectuel engagé » auquel ont participé plusieurs universitaires, écrivains et poètes. En juillet 2004, la région marocaine du Souss-Massa-Draâ a baptisé son festival Timitar, en hommage au titre de son recueil poétique. En 2005, l'IRCAM a en outre publié en son honneur l'ouvrage Hommage à Ali Sadki Azayku (Ircam, Rabat, 80 pages) en arabe et Amazigh (tifinagh).